# Route nationale 375
Die Route nationale 375, kurz N 375 oder RN 375, war eine französische Nationalstraße.
Die Straße verlief in den Jahren von 1933 bis 1973 zwischen Maclaunay und einer Straßenkreuzung mit der Nationalstraße 60 in Bellegarde.